# Catálogo Sharpless
El Catálogo Sharpless es una exhaustiva lista de 313 regiones HII (nebulosas de emisión), realizada principalmente al norte de la declinación -27° (aunque también incluye algunas nebulosas situadas al sur de esta declinación), incluidas en el Catálogo Gum. La primera versión de este catálogo fue publicada en 1953 por el astrónomo estadounidense Stewart Sharpless con 142 objetos catalogados como «Sh1» y la segunda (y última) versión fue publicada en 1959 con 313 objetos conocidos como «Sh2».
En 1953, Stewart Sharpless se unió al servicio del United States Naval Observatory Flagstaff Station, donde enumeró las regiones HII de la Vía Láctea utilizando las imágenes del Palomar Observatory Sky Survey. Gracias a este trabajo, Sharpless publicó su catálogo de las regiones HII en dos ediciones, la primera en 1953 con 142 nebulosas, y la última en 1959 con 313 nebulosas·.
Los 313 objetos del catálogo de Sharpless se superponen con varios catálogos astronómicos, como los 110 objeto del Catálogo Messier (M), los 7840 objetos del Nuevo Catálogo General (NGC), el Catálogo Caldwell (C) (que es el "best-of" de los otros catálogos con 109 objetos), el Catálogo RCW (RCW) compone el Catálogo Índice (IC). Las abreviaciones por los objetos del catálogo de Sharpless son, por ejemplo utilizando "123", Sharpless 123, Sh2-123 o bien Sh 2-123 (por el último catálogo).
Uno de los objetos más célebres que se indica sobre en las cartas del cielo con el nombre de catálogo Sharpless es la Sh2-155, una nebulosa de la constelación de Cefeo.
En algunos casos, el catálogo también comprende algunas nebulosas planetarias: una de las más bella es la Abell 31 en la Constelación de Cáncer, bajo la denominación Sh2-290.

## Ejemplos
Ejemplos del catalogo Sharpless (versión de 1959) ; cliquee sobre la imagen para ver los créditos, la mayoría fueron tomados por astrónomos amateurs, por el Observatorio Europeo del Sur, la Agencia Espacial Europea y la NASA.
| Sh 2- # | Nombre común                      | Imagen | Otros nombres y designaciones                                                                                      |
| ------- | --------------------------------- | ------ | --- |
| 6       | NGC 6302                          |        | Sh2-6, NGC 6302, Nebulosa del insecto, PK 349+01 1, Nebulosa del Papillon, RCW 124, Gum 60, C 69, Nebulosa bipolar |
| 8       | NGC 6334                          |        | ESO 392-EN 009, Sh2-8, RCW 127, Gum 64, NGC 6334, Nebulosa Pata de Gato, Nebulosa garra de oso                     |
| 11      | NGC 6357                          |        | Sh2-11, NGC 6357, RCW 131, Gum 66, Nebulosa Guerra y Paz, Nebulosa Madokami                                        |
| 25      | Nebulosa de la Laguna             |        | Sh2-25, RCW 146, Gum 72, M8                                                                                        |
| 30      | Nebulosa Trífida                  |        | Sh2-30, M20, NGC 6514, RCW 147, Gum 76                                                                             |
| 45      | Nebulosa Omega                    |        | M17, NGC 6618, Sh2-45, RCW 160, Gum 81, Nebulosa de Swan                                                           |
| 49      | Nebulosa del Águila               |        | Sh2-49, M16, NGC 6611, RCW 165, Gum 83                                                                             |
| 86      | NGC 6820                          |        | Sh2-86, NGC 6820 y NGC 6823                                                                                        |
| 101     | Nebulosa del Tulipán              |        | Sh2-101 |
| 105     | Nebulosa Medialuna                |        | Sh2-105, NGC 6888, C 27, LBN 203, H IV-72, GC 4561                                                                 |
| 106     | Ángel de nieve cósmico            |        | Sh2-106 |
| 117     | Nebulosa Norteamérica             |        | NGC NGC 7000, C 20, Sh2-117                                                                                        |
| 140     | Sh2-140                           |        | Sh2-140 |
| 155     | Nebulosa de la Caverna            |        | Sh2-155, C 9 |
| 158     | NGC 7538                          | -      | Objeto de Dreyer, Sh2-158                                                                                          |
| 162     | NGC 7635                          |        | Sh2-162, C 11 |
| 184     | NGC 281                           |        | NGC 281, IC 11 |
| 191     | Maffei I                          |        | Sh2-191, PGC 9892                                                                                                  |
| 197     | Maffei II                         |        | Sh2-197, UGCA 39, PGC 10217                                                                                        |
| 199     | IC 1848                           |        | Sh2-199, LBN 667                                                                                                   |
| 220     | Nebulosa California               |        | NGC 1499, Sh2-220                                                                                                  |
| 229     | Nebulosa de la Estrella Flameante |        | C 31, Sh2-229, IC 405                                                                                              |
| 238     | NGC 1555                          |        | Sh2-238 |
| 244     | Nebulosa del Cangrejo             |        | M1, NGC 1952, Taurus A, Taurus X-1, Sh2-244                                                                        |
| 248     | Nebulosa de la Medusa             |        | SNR G189.0+03.0, Sh2-248, IC 443                                                                                   |
| 271     | Nebulosa de la Flama              |        | Sh2-277, NGC 2024                                                                                                  |
| 275     | Nebulosa Roseta                   |        | Sh2-275, CTB 21 |
| 276     | Anillo de Barnard                 |        | Sh2-276 |
| 281     | Nebulosa de Orión                 |        | Sh2-281, M42, NGC 1976, LBN 974                                                                                    |
| 298     | Nebulosa del Casco de Thor        |        | Gum 4, Sh2-298, NGC 2359                                                                                           |